# Aleksandr Komarov
Aleksandr Andreevič Komarov (in russo Александр Андреевич Комаров?; San Pietroburgo, 5 maggio 1999) è un lottatore russo naturalizzato serbo, specializzato nella lotta greco-romana.

## Biografia
Ha rappresentato la Russia sino al 2021, con cui ha vinto due medaglie di bronzo agli europei di Bucarest 2019, negli 82 kg, e Roma 2020, negli 87 kg.
Dal 2024 compete per la nazionale Serba. Si è laureato campione continentale agli Bucarest 2024, battendo il turco Ali Cengiz nella finale degli 87 kg.
Nell'aprile 2024 ha vinto il torneo europeo di qualificazione olimpica svoltosi a Baku ed ottenuto un posto per Parigi 2024 nel torneo degli 87 kg.

## Palmarès

### Serbia
- Europei

Bucarest 2024: oro negli 87 kg.

### Russia
- Europei

Bucarest 2019: bronzo negli 82 kg.
Roma 2020: bronzo negli 87 kg.
- Mondiali U23

Belgrado 2021: oro negli 87 kg.
- Europei U23

Skopje 2021: oro negli 87 kg.